# Odalisk med uppsträckta armar
Odalisk med uppsträckta armar är en oljemålning av den franske konstnären Henri Matisse. Den målades 1923 i Nice och ingår sedan 1963 i National Gallery of Arts samlingar i Washington. 
Målningen skildrar en halvnaken modell, endast iklädd en genomskinlig kjol, med armarna uppsträckta och sittande i en gröngul-randig fåtölj. Matisse utförde verket under sin "Nice-period(fr)" då han influerades av islamisk konst och sina resor till Nordafrika. Under denna period målade han ett stort antal verk som avbildade odalisker, det vill säga mer eller mindre nakna kvinnor i orientalisk miljö. Modellen var sannolikt Henriette Darricarrère(en), en dansare och musiker som från 1920 och till sitt giftermål 1927 poserade regelbundet för Matisse, till exempel i Ung kvinna betraktar havet. 

## Andra odaliskmålningar av Matisse

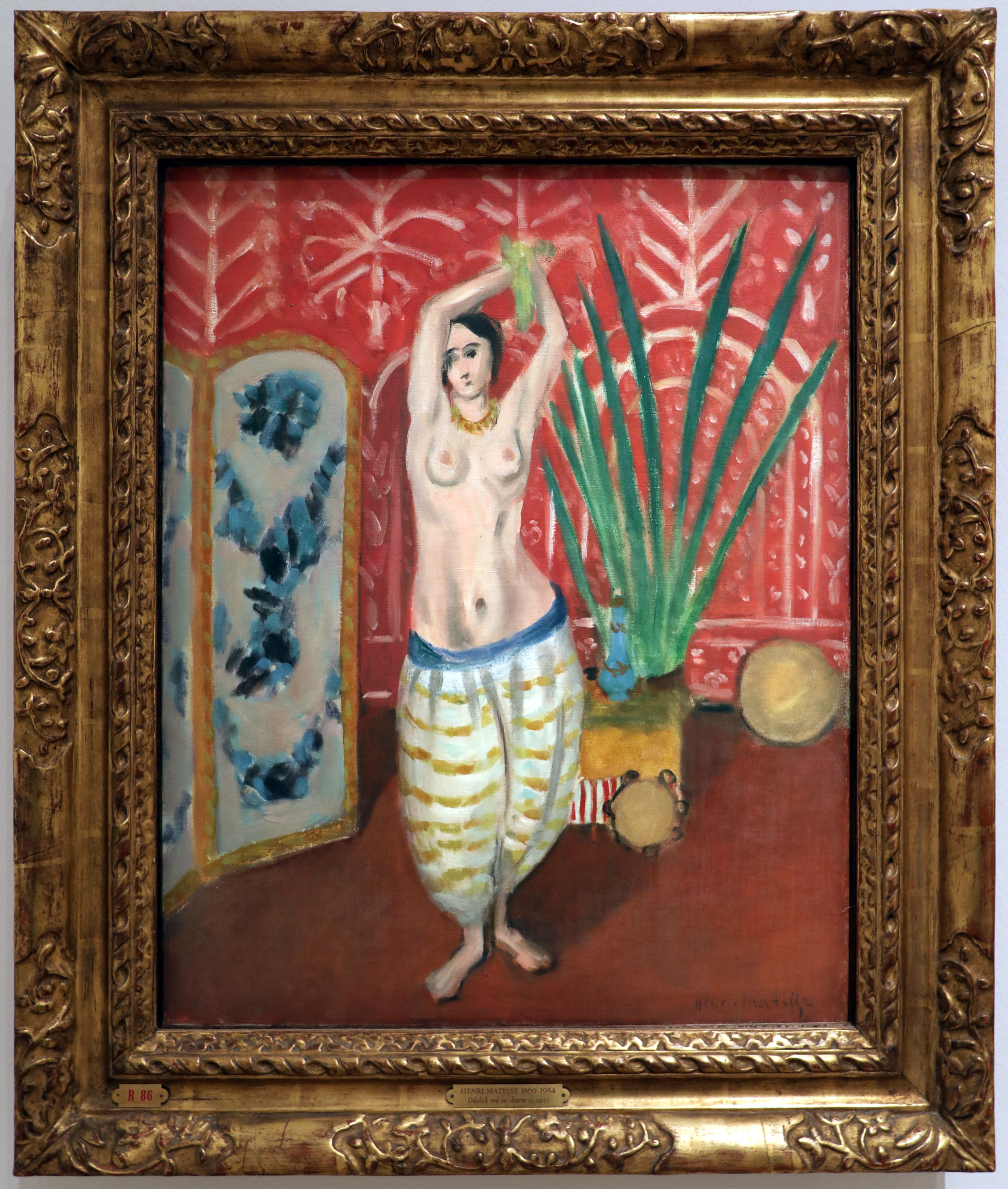
Odalisk vid en skärm (1923), Statens Museum for Kunst.
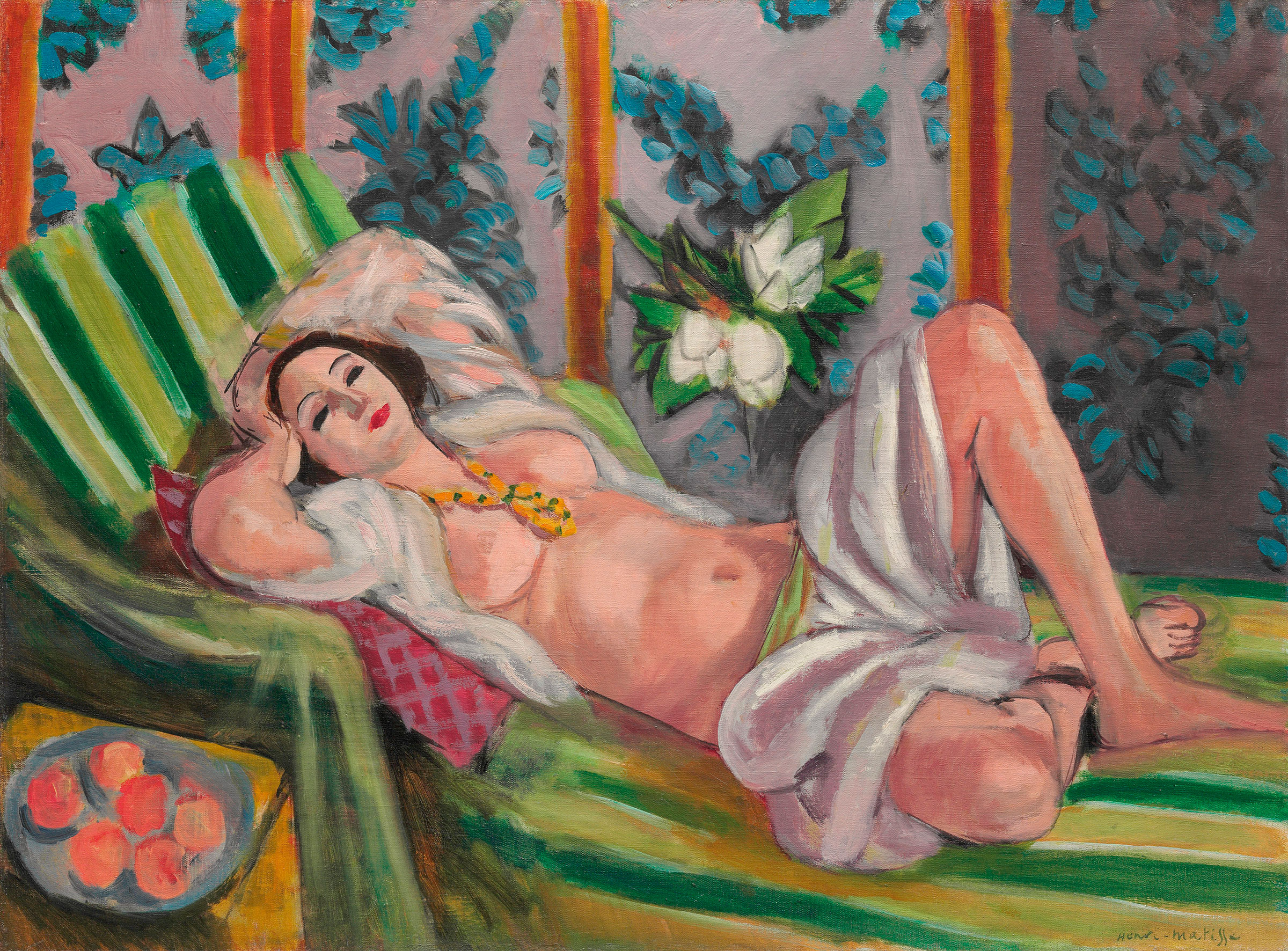
Liggande odalisk och magnolior (1923). Såldes av Christie's 2018 till en privatperson för 80 750 000 dollar, vilket är en rekordsumma för Matisse.
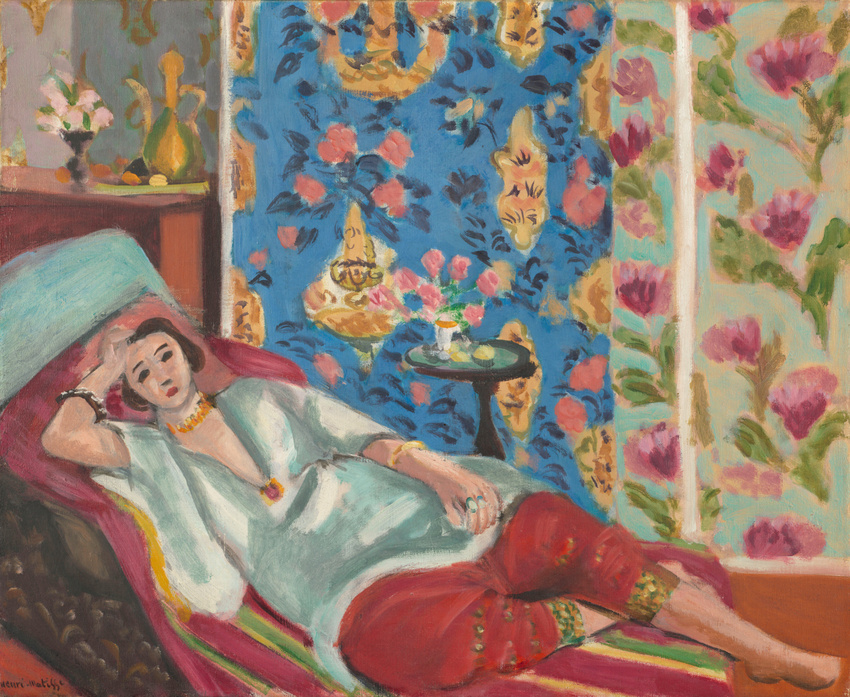
Odalisk med röda byxor (1924–1925), Musée de l'Orangerie.
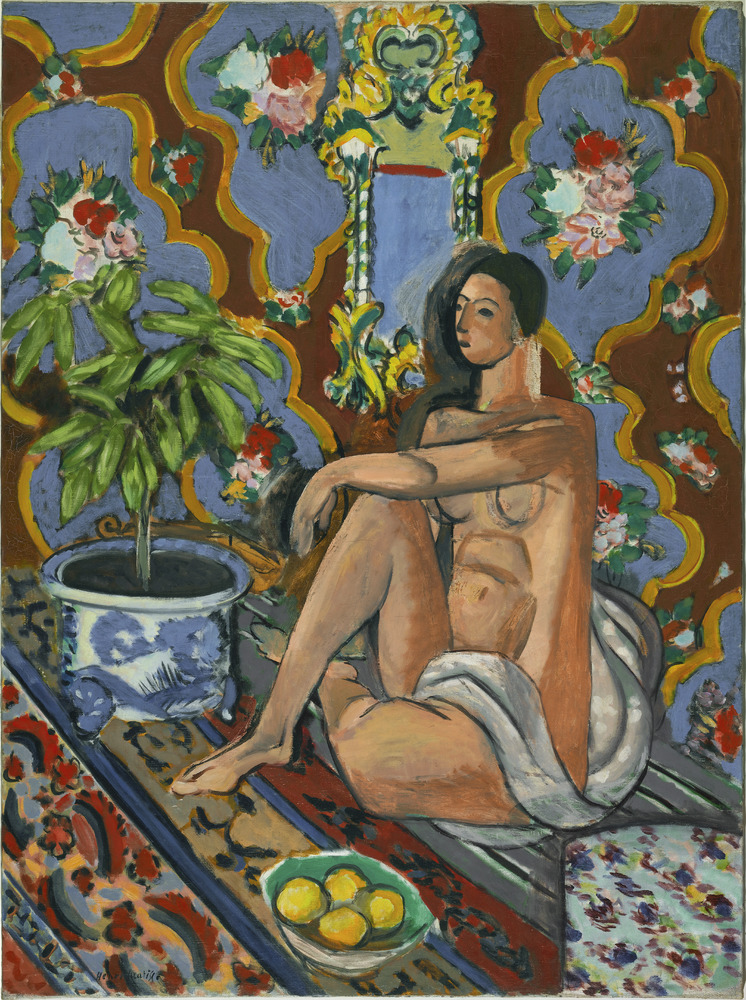
Dekorativ figur mot ornamental bakgrund (1925–1926), Centre Georges Pompidou.
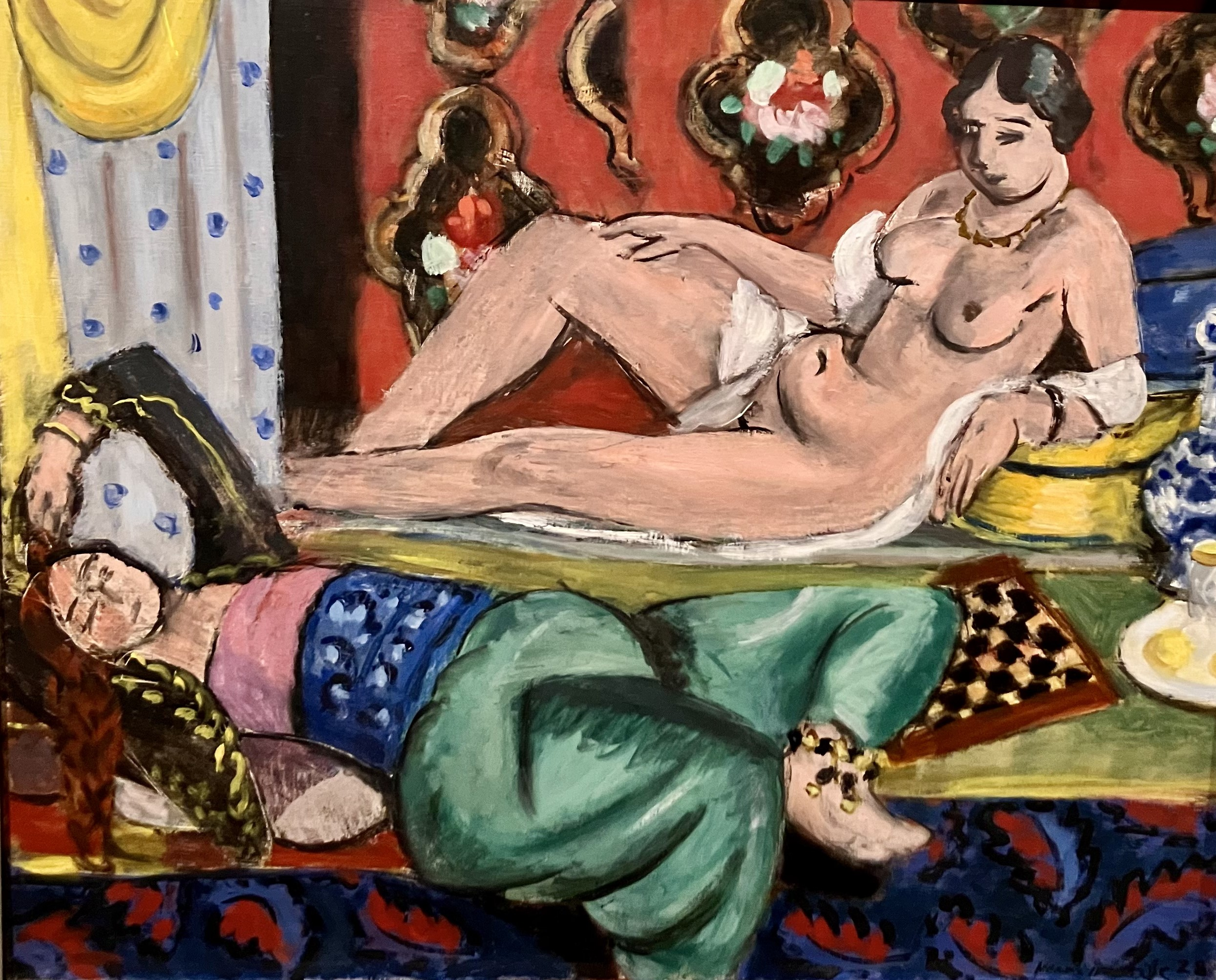
Två odalisker varav en är naken, ornamental bakgrund och dambräde (1928), Moderna museet.
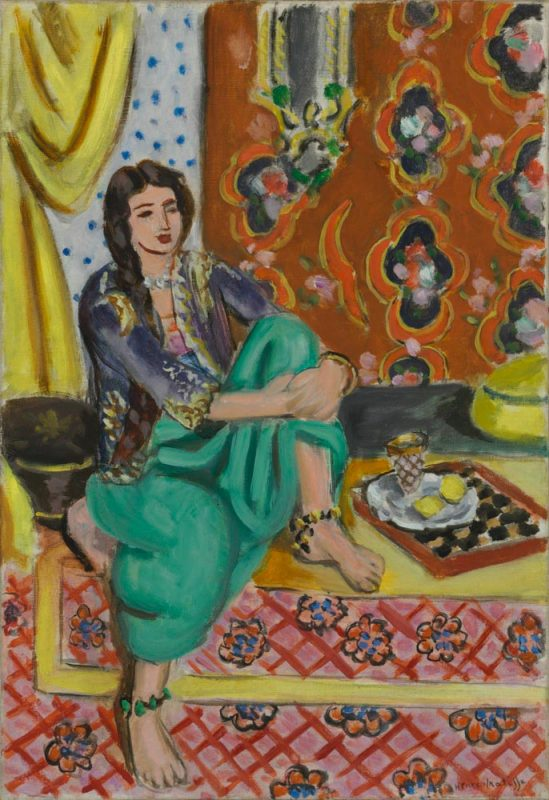
Sittande odalisk (1928), Baltimore Museum of Art.